# 1555
| 1555               |
| ------------------ |
| Dødsfald - Fødsler |
| • Litteratur       |

| Gregoriansk kalender | 1555 MDLV               |
| Ab urbe condita      | 2308                    |
| Armensk kalender     | 1004 ԹՎ ՌԴ              |
| Kinesiske kalender   | 4251 – 4252 甲寅 – 乙卯 |
| Etiopisk kalender    | 1547 – 1548             |
| Jødisk kalender      | 5315 – 5316             |
| Hindukalendere       |                         |
| - Vikram Samvat      | 1610 – 1611             |
| - Shaka Samvat       | 1477 – 1478             |
| - Kali Yuga          | 4656 – 4657             |
| Iransk kalender      | 933 – 934               |
| Islamisk kalender    | 962 – 963               |

Konge i Danmark: Christian 3. 1534-1559
Se også 1555 (tal)

## Begivenheder
- 5. februar - Den augsburgske religionsfred

## Født
- 27. december – Johann Arndt, tysk teolog og salmedigter. (død 1621)